# Luật so sánh

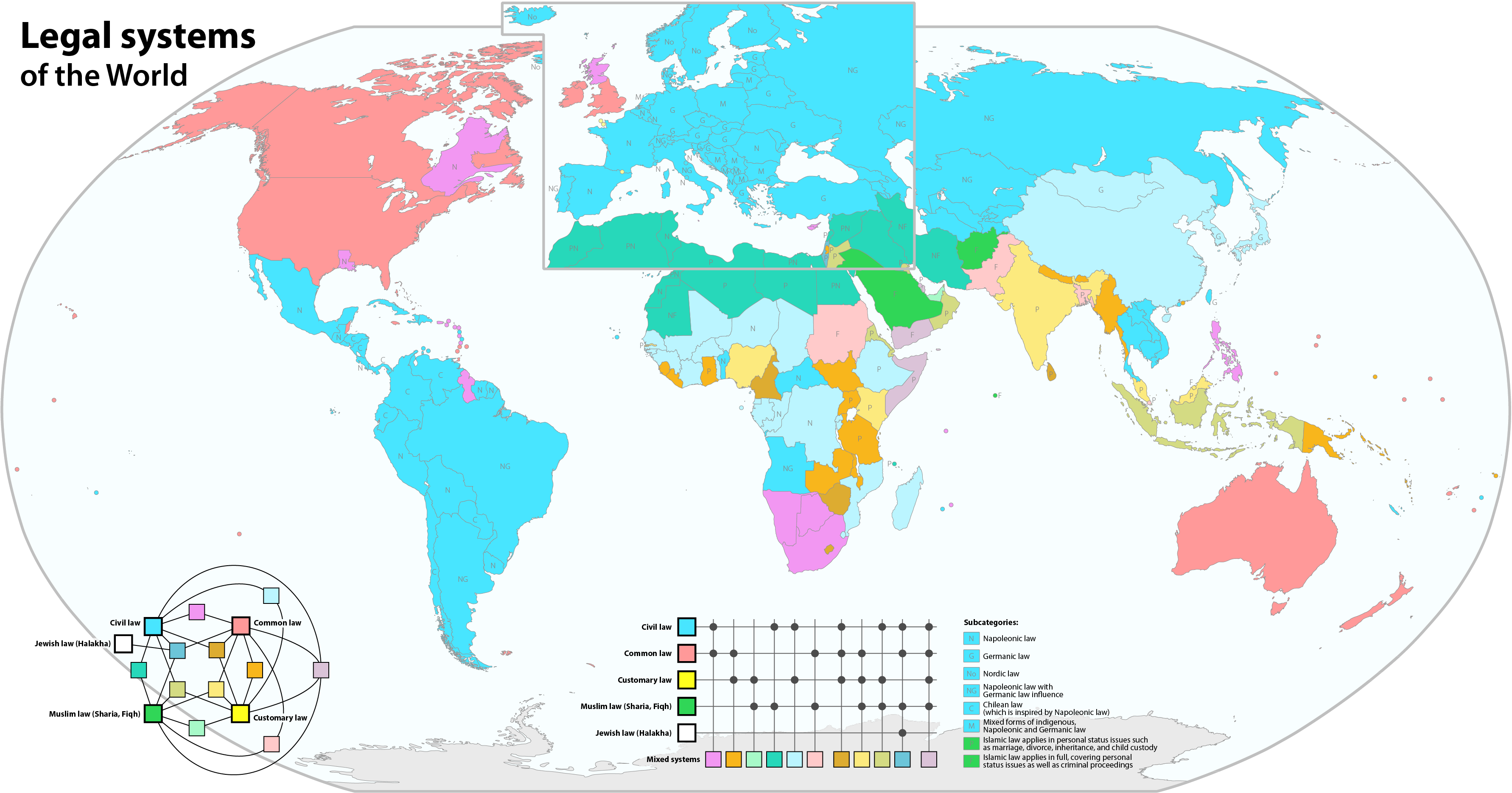
Bản đồ hệ thống pháp luật thế giới

Luật so sánh hay Luật học so sánh là một môn khoa học, một phương pháp tiếp cận nghiên cứu so sánh các hệ thống pháp luật khác nhau nhằm tìm ra sự tương đồng và khác biệt, giải thích nguồn gốc, đánh giá cách giải quyết trong các hệ thống pháp luật. Luật học so sánh còn là lý luận, hay là môn khoa học trong các ngành khoa học pháp lý nhằm nghiên cứu và so sánh các văn bản pháp luật và hệ thống pháp luật khác nhau với nhau và với các quy phạm của luật quốc tế để làm sáng rõ sự giống nhau và khác nhau, xác định khuynh hướng phát triển chung của luật pháp.

## Thuật ngữ
Cho tới nay nhiều học giả đã cố gắng đi tìm một cách định nghĩa chung về luật so sánh, nhưng chưa hoàn toàn trọn vẹn vì đối tượng của nó còn bị quan niệm khác nhau.
Konrad Zweigert và Hein Koetz cho rằng, luật so sánh là sự so sánh các hệ thống pháp luật khác nhau trên thế giới. Qua đó cho thấy đặc điểm nổi trội của luật so sánh là việc sử dụng phương pháp so sánh, và đối tượng của nó là pháp luật và bản thân phương pháp so sánh.
Theo Michael Bogdan thì Luật so sánh bao gồm:
- So sánh các hệ thống pháp luật khác nhau nhằm tìm ra sự tương đồng và khác biệt;
- Sử dụng những sự tương đồng và khác biệt đã tìm ra nhằm giải thích nguồn gốc, đánh giá cách giải quyết trong các hệ thống pháp luật, phân nhóm các hệ thống pháp luật hoặc tìm ra những vấn đề cốt lõi, cơ bản của các hệ thống pháp luật
- Xử lý những vấn đề mang tính chất phương pháp nảy sinh trong quá trình so sánh luật, bao gồm cả những vấn đề khi nghiên cứu luật nước ngoài

Theo Michael Bogdan thì bộ môn luật so sánh chỉ nghiên cứu những vấn đề chung có ảnh hưởng tới toàn thể hoặc gần như toàn thể hệ thống pháp luật giống như lịch sử pháp luật, xã hội học pháp luật; và thuật ngữ luật so sánh có thể gây ra sự hiểu lầm về một ngành luật mới, nhưng thuật ngữ "luật so sánh" đã được hình thành từ lâu.

## Mục đích, chức năng
Việc nghiên cứu luật so sánh không chỉ nhằm xác định khuynh hướng phát triển chung của pháp luật.
Chức năng đầu tiên của luật so sánh là hỗ trợ cho các cơ quan lập pháp xây dựng pháp luật. Luật so sánh tìm ra những vấn đề cụ thể nào cần thống nhất, những đặc điểm chung, sự giống nhau và sự khác nhau của các hệ thống pháp luật của các nước, căn nguyên của sự khác biệt giữa các hệ thống pháp luật, và phải xây dựng các giải pháp cho tiến trình nhất thể hoá và hội nhập pháp luật.
Luật so sánh có tác dụng trong việc xây dựng nhiều điều ước quốc tế thống nhất một số lĩnh vực pháp luật từ trước đến nay.
Luật so sánh còn góp phần quan trọng vào việc cải cách pháp luật quốc gia. Nó cung cấp cho các nhà làm luật, các nhà lý luận, các thẩm phán và những người hoạt động thực tiễn pháp lý khác những giải pháp để giải quyết các vấn đề xã hội. Các giải pháp này đôi khi hữu ích hơn những tư tưởng đang bị vây hãm chặt bởi hệthống pháp luật quốc gia đang cần cải cách.
Luật so sánh còn giúp cho những người tham gia các giao dịch quốc tế tránh khỏi những sai lầm và biết được thực chất các công việc của mình.

## Phân loại
Các nhà luật học so sánh thường dựa vào những tiêu chí khác nhau để phân loại các họ pháp luật trên thế giới và từ đó nghiên cứu chúng hay trình bày chúng theo các tiêu chí đó. Do vậy trước khi đi vào phần trình bày các họ (truyền thống) pháp luật lớn trên thế giới, họ thường phân tích các tiêu chí của mình.

### Quan điểm xã hội chủ nghĩa
Các luật gia xã hội chủ nghĩa thường căn cứ vào chế độ chính trị, phân loại các hệ thống pháp luật thành Hệ thống Pháp luật xã hội chủ nghĩa và một hệ thống đối lập với nó là Hệ thống Pháp luật Tư sản. Trong lĩnh vực luật so sánh, Eoersi dựa vào học thuyết Marx về quan hệ sản xuất và sở hữu tư liệu sản xuất, cũng như việc sắp xếp quyền lực trong xã hội, phân loại các hệ thống pháp luật thành:
- Kiểu pháp luật xã hội chủ nghĩa (Hệ thống pháp luật xã hội chủ nghĩa)
- Kiểu pháp luật tư bản chủ nghĩa. (Hệ thống pháp luật tư sản)

Trong đó ông phân kiểu pháp luật tư bản chủ nghĩa thành 04 tiểu nhóm gồm:
- - Pháp luật Anh và các nước Phương Bắc,
  - Pháp luật Pháp
  - Pháp luật các nước nói tiếng Đức ở Trung Âu, Hungary và một phần Đông Âu
  - Pháp luật các nước ở Đông- Nam châu Âu.

### Quan điểm của Lévy-Ullmann
Căn cứ vào vai trò của các nguồn của pháp luật, xem xét đến sự khác nhau về nguồn của pháp luật, Lévy và Ullmann phân biệt ba họ pháp luật khác nhau: 
- Họ Pháp luật Lục địa (Dân Luật),
- Họ Pháp luật của các nước nói tiếng Anh (Thông Luật)
- Họ Pháp luật Hồi giáo

### Quan điểm của David René
Theo quan điểm của René David và John E.C. Brierley căn cứ vào tiêu chí kỹ thuật (như thuật ngữ, nguồn và phương pháp của pháp luật) và tiêu chí chính trị, xã hội (bổ sung cho tiêu chí thứ nhất, là điều kiện đủ với sự xem xét tới các nguyên tắc triết học, chính trị, kinh tế và mục tiêu xây dựng kiểu loại xã hội), sắp xếp các hệ thống pháp luật trên thế giới thành các truyền thống pháp luật/hệ thống pháp luật/họ luật như sau: 
- Họ Pháp luật La Mã - Đức
- Pháp luật Xã hội chủ nghĩa
- Thông luật
- Pháp luật Đạo Hồi
- Pháp luật Ấn Độ
- Pháp luật Viễn Đông
- Pháp luật châu Phi và Madagascar

### Konrad Zweigert và Hein Koetz
Theo quan điểm của Konrad Zweigert và Hein Koetz cho rằng phải dựa vào phong cách pháp lý để phân loại các hệ thống pháp luật trên thế giới, ông đã phân loại các hệ thống pháp luật trên thế giới thành các họ như: 
- Họ Pháp luật La Mã,
- Họ Pháp luật Đức
- Họ Pháp luật Anh–Mỹ
- Họ Pháp luật Bắc Âu
- Họ Pháp luật xã hội chủ nghĩa
- Họ Pháp luật Viễn Đông
- Họ Pháp luật Đạo Hồi
- Họ Pháp luật Hindu

### Quan điểm khác
Một số quan điểm khác dựa vào những yếu tố căn bản ảnh hưởng tới pháp luật như: tôn giáo, luân lý và công lý, có quan niệm phân loại các hệ thống pháp luật trên thế giới thành ba loại: 
- Hệ thống Pháp luật Hồi giáo và Ấn Độ (bị ảnh hưởng của tôn giáo)
- Hệ thống Pháp luật Trung Hoa (bị ảnh hưởng của luân lý)
- và Hệ thống Pháp luật Pháp-La tinh, Hệ thống Pháp luật Anh–Mỹ, cũng như Hệ thống Pháp luật Xã hội Chủ nghĩa (bị ảnh hưởng của công lý).